# Essentuki
Essentuki è una città della Russia ciscaucasica (Kraj di Stavropol'), situata sul pedemonte settentrionale del Caucaso, 213 chilometri a sudest del capoluogo del territorio, Stavropol'.
La città fu fondata nel 1825; ricevette lo status di città nel 1917. Essentuki è una città termale, interessata da un consistente flusso turistico.

## Società

### Evoluzione demografica
Fonte: mojgorod.ru
- 1897: 4.400
- 1926: 7.000
- 1939: 16.400
- 1959: 48.000
- 1970: 65.000
- 1989: 85.100
- 2008: 81.714